# Aeroportul Chernihiv Shestovitsa
Aeroportul Chernihiv Shestovitsa (IATA: CEJ, ICAO: UKKL) este un aeroport din Cernihiv, Raionul Cernihiv, Cernihiv, Regiunea Cernihiv, Ucraina.
Situat la o altitudine de 136 m, aeroportul dispune de o singură pistă.